# Aygabats
Aygebats là một đô thị thuộc tỉnh Shirak, Armenia. Dân số ước tính năm 2011 là 773 người.